# Stefanie Kaiser
Stefanie Kaiser (født 31. oktober 1992 i Wiener Neustadt, Østrig) er en kvindelig østrigsk håndboldspiller, der spiller for Hypo Niederösterreich og Østrigs kvindehåndboldlandshold, som stregspiller.

## Meritter
- Women Handball Austria:
  - Vinder (8): 2009, 2010, 2011, 2012, 2013, 2014, 2015, 2016
- ÖHB Cup:
  - Vinder (9): 2009, 2010, 2011, 2012, 2013, 2014, 2015, 2016, 2019